# Okręg mariampolski
Okręg mariampolski (lit. Marijampolės apskritis) – jeden z dziesięciu okręgów Litwy, położony w południowej części kraju przy granicy z Polską i rosyjskim obwodem królewieckim. Stolicą okręgu jest miasto Mariampol. Polacy stanowią 2% ludności okręgu.
- Powierzchnia: 4463 km²
- Ludność: 160 978 osób
- Gęstość zaludnienia: 36,1 osób/km²

## Podział administracyjny
Okręg dzieli się na 5 rejonów:
- Rejon kalwaryjski (stol. Kalwaria)
- Rejon kozłoworudzki (stol. Kozłowa Ruda)
- Rejon mariampolski (stol. Mariampol)
- Rejon szakowski (stol. Szaki)
- Rejon wyłkowyski (stol. Wyłkowyszki)

W okręgu znajduje się 9 miast i 1567 wsi.

## Miasta
W okręgu jest 9 miast, spośród których największe to:
1. Mariampol (Marijampolė)
2. Wyłkowyszki (Vilkaviškis)
3. Kozłowa Ruda (Kazlų Rūda)
4. Szaki (Šakiai)
5. Kibarty (Kybartai)
6. Ludwinów (Liudvinavas)